# 博亞娜·約娃諾絲琪
博亞娜·約娃諾絲琪（英語：Bojana Jovanovski，1991年12月31日—）是塞爾維亞职业网球女运动员，2007年轉職業。她的WTA生涯最高單打排名為第32（2014年8月4日）。

## 外部連結
- 博亞娜·約娃諾絲琪的国际女子网球协会官方資料（英文）
- 博亞娜·約娃諾絲琪的國際網球總會 職業／青少年 官方資料（英文）
- Fed Cup - Player profile - Bojana Jovanovski (SRB)[]